# 毒家交易
《毒家交易》（英語：The 51st State，或稱作）是一部2001年英國、加拿大和美國合拍的動作喜劇片，講述了一位美國化學專家前往英國出售強效新藥配方，但事情的發展出乎所料。電影由于仁泰執導，史特爾·帕夫盧編劇，山繆·傑克森、羅勃·卡萊爾、艾蜜莉·摩提默、西恩·帕威、瑞奇·湯姆林森、瑞斯·伊凡斯、史蒂芬·華特斯和肉卷主演。
《毒家交易》2001年12月7日在英國上映，2002年10月18日在美國上映；口碑票房雙敗。

## 演員
- 山繆·傑克森飾演艾爾默·麥可洛伊
- 羅勃·卡萊爾飾演菲利克斯·德索薩
- 艾蜜莉·摩提默飾演黛溫·「達珂塔」·帕克
- 西恩·帕威飾演維吉爾·凱恩警探
- 瑞奇·湯姆林森飾演李歐波德·「李歐」·杜蘭特
- 瑞斯·伊凡斯飾演「艾奇」
- 史蒂芬·華特斯飾演「河豚」
- 肉卷飾演「蜥蜴」
- 保羅·巴伯飾演佛萊德里克
- 麥可·史塔克飾演「河豚」
- 阿德飾演歐瑪爾
- 安格斯·麥伊恩斯飾演「普德西」史密斯

## 家庭媒體
該片以VHS和DVD形式發行。DVD版本於2002年10月7日發行。附錄包括隨片講評、製作花絮、照片庫、預告片以及演員和工作人員採訪。2017年10月2日以藍光和DVD雙格式發行。

## 外部連結
- 官方网站
- 互联网电影数据库（IMDb）上《毒家交易》的资料（英文）
- AllMovie上《毒家交易》的资料（英文）
- Box Office Mojo上《毒家交易》的資料（英文）
- 爛番茄上《毒家交易》的資料（英文）